# وارد براكيت
وارد براكيت (بالإنجليزية: Ward Brackett)‏ هو رسام أمريكي، ولد في 2 أبريل 1914، وتوفي في 14 ديسمبر 2006.